# Проспект Дачия (Кишинёв)
Проспект Дачия (рум. Bulevardul Dacia) — одна из главных магистралей города Кишинёв (Республика Молдова), расположенная в секторе Ботаника и связывающая город с Кишинёвским международным аэропортом.

## История

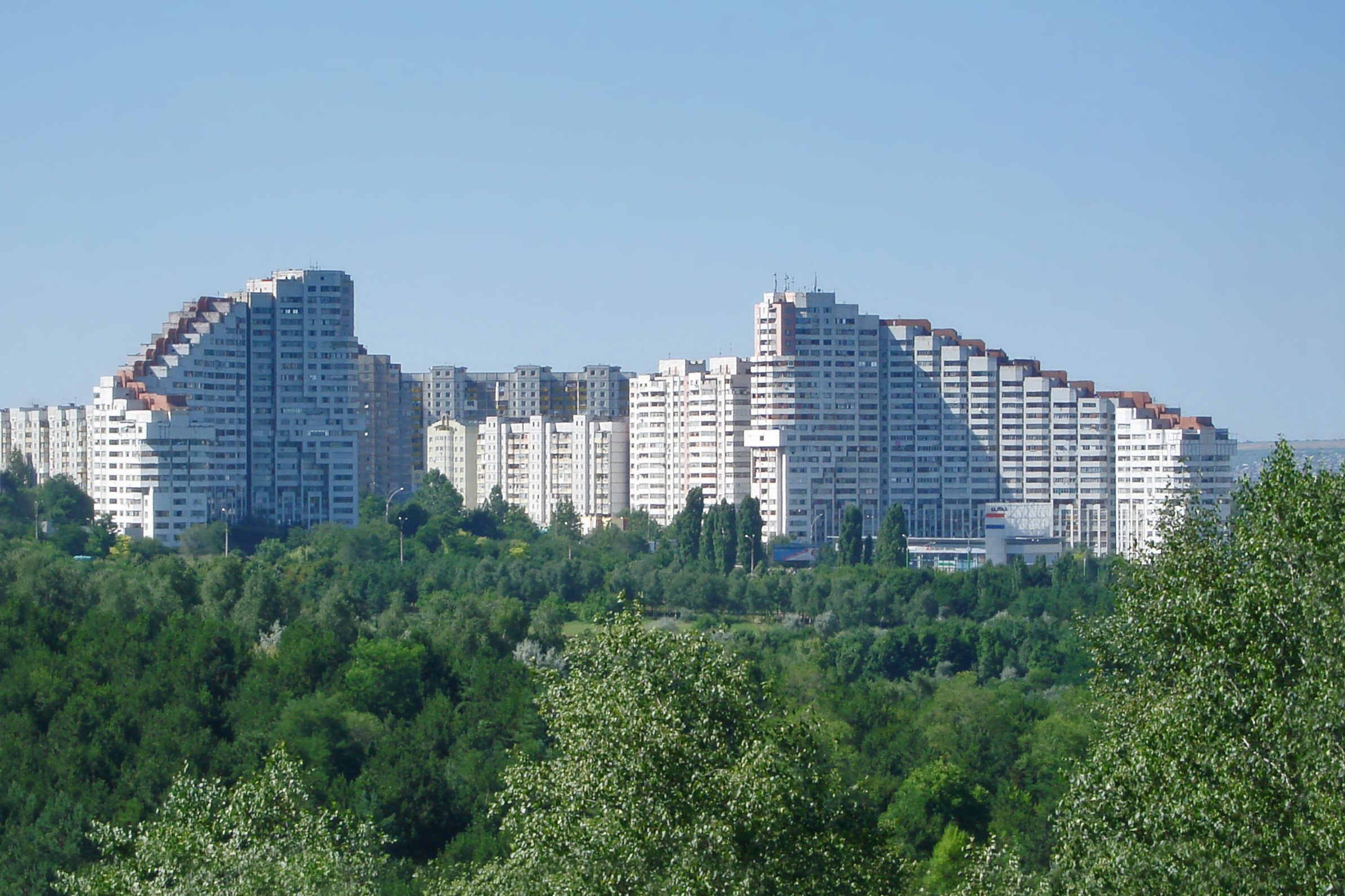
«Ворота города» на проспекте Дачия

Проспект Дачия (бывший Проспект Мира) был построен во второй половине шестидесятых годов, когда возникла потребность разгрузить транспортные потоки растущей столицы МССР и появилась необходимость в достойной дороге, по которой из городского аэропорта гости столицы въезжали в город. Проспект начинался от улицы Роз. Позже, в начале восьмидесятых годов, по проекту архитектора Аллы Семёновны Кириченко был построен виадук, связавший проспект Мира с центром города. Проезд по виадуку был открыт в 1984 году. Строительство виадука обошлось в сумму около миллиарда рублей, такая стоимость объясняется подъёмом трассы на большую высоту.
В 1972 году началась застройка проспекта 9-этажными домами, в 1975-1978 построены несколько 16 этажных домов.
В 1975 году проспект Мира был объявлен одной из главных дорог города.
В 1977-80х г. г. проспект далее застроен  шестнадцати и восемнадцатиэтажными зданиями, ансамбли из которых окончательно сформировали архитектурный облик проспекта Мира.
В 1984-1985 годах был построен жилой комплекс «Ворота города» — два здания, поднимающиеся ступенями к дороге и окружающие проспект Мира при въезде из аэропорта в город.
После объявления независимости Республикой Молдова проспект Мира был переименован в проспект Дачия в честь страны даков, народа, от которого, как принято считать, произошли молдаване.

## Государственные учреждения
На проспекте Дачия находился ЗАГС сектора Ботаника (просп. Дачия, 37). На настоящий момент заведение закрыто и возобновление его работы не предполагается.

## Спортивные объекты
- Футбольный стадион «Зимбру» (открыт 20 мая 2006 года) — проспект Дачия, 45[8].

## Развлекательные заведения и места отдыха
На проспекте Дачия и рядом с ним находятся:
- Кишинёвский зоопарк
- Ботанический сад
- Многочисленные кафе и рестораны, в том числе два ресторана сети ресторанов итальянской кухни «Andy’s pizza»[9], ресторан McDonalds и ресторан «Шалом»[10].

## Транспорт
По проспекту Дачия проходят:
- Маршруты троллейбусов:, № 2 (бул. Траян - ул. А. Пушкин), № 4 (бул. Дачия - ул. Конституции), № 17 (Южный автовокзал — Просп. Гагарина) и № 22 (Проспект Дачия — Шоссе Балкань[11],№ 30 (ул. 31 августа - Международный Аэропорт), № 38 (ул. Алба-Юлия - ул. Буребиста)
- Маршруты автобусов: № 5 ,
- № 23 (Ул. И. Думенюк — ул. Измаил), № 33 (Кишинёв — посёлок Добружа), № 44 (Кишинёв — село Ревака) и № A (С введением в эксплуатацию троллейбуса № 30 - упразднен ) [12]
- Маршруты маршрутных такси № 104 (Ул. Градина Ботаника — Ул. И. Крянгэ), № 113 (Чеканы — Ботаника), № 165 (Магазин UNIC — Аэропорт) и другие[13].
- В 2006 году было объявлено о планах продления троллейбусной линии по проспекту Дачия до Кишинёвского аэропорта[14]. 27 июня 2017 года был запущен троллейбусный маршрут № 30, который соединил город с международным аэропортом (от Ворот города следует на автономном ходу)[15].